# Słowenkowo
Słowenkowo (deutsch Neugasthof) ist ein Dorf in der Woiwodschaft Westpommern in Polen.

## Geographische Lage
Das Dorf liegt in Hinterpommern etwa 30 Kilometer südlich von Kołobrzeg (Kolberg). Durch das Dorf verläuft in Nord-Süd-Richtung die Woiwodschaftsstraße 162 von Kołobrzeg nach Świdwin (Schivelbein). Etwa ein Kilometer nördlich des Dorfes verläuft in West-Ost-Richtung die Landesstraße 6 von Stettin nach Danzig; diese Straße bildet zugleich einen Teil der Europastraße 28.
Benachbarte Orte sind im Südosten Rokosowo (Rogzow), im Süden Stare Ślepce (Alt Schleps) und im Südwesten Kalina (Meierei).

## Geschichte
An der Stelle des heutigen Dorfes lag ursprünglich ein Vorwerk namens Damerow, das noch auf der Lubinschen Karte des Herzogtums Pommern von 1618 verzeichnet ist, später aber aufgegeben wurde.
Im 18. Jahrhundert befand sich hier ein Gasthof an der Poststraße, die von Stettin im Westen nach Danzig im Osten führte.
Im Rahmen der Verbesserungen, die König Friedrich der Große in den preußischen Provinzen veranlasste, wurde 1773 mit königlichen Gnadengeldern bei dem Gasthof ein Vorwerk des Rittergutes in Rogzow angelegt, aus dem sich das heutige Dorf entwickelte. Um 1880 dann wurde das Vorwerk von Rogzow abgetrennt und als selbständiges Gut bewirtschaftet. Nach mehreren Besitzerwechseln kam es in den 1920er Jahren an Eduard von Wendorff; seine Witwe Paula von Wendorff war bis 1945 die letzte deutsche Eigentümerin von Neugasthof. Das Gut bestand aus 798 Hektar Land (Stand 1939).
Mit der Bildung von Gutsbezirken im 19. Jahrhundert gehörte Neugasthof zunächst zum Gutsbezirk Rogzow. Im Jahre 1899 wurde ein eigener Gutsbezirk Neugasthof gebildet und so die wirtschaftliche Abtrennung von Rogzow auch politisch nachvollzogen. Der Gutsbezirk umfasste ein Gebiet von 810 Hektar (Stand 1925). Mit der Auflösung der Gutsbezirke in Preußen im Jahre 1928 kam Neugasthof zu der neu gebildeten Landgemeinde Rogzow, die neben Rogzow und Neugasthof auch Leppin umfasste. Neugasthof gehörte bis 1945 als Teil der Landgemeinde Rogzow zum Kreis Kolberg-Körlin der preußischen Provinz Pommern.
Nach dem Zweiten Weltkrieg kam Neugasthof, wie ganz Hinterpommern, an Polen. Der Ort erhielt den polnischen Namen Słowenkowo.

## Entwicklung der Einwohnerzahlen
- 1816: 050[2]
- 1871: 109[2]
- 1885: 111[2]
- 1905: 136[2]
- 1925: 110[2]

## Verwaltungsstruktur
Słowenkowo bildet ein Schulzenamt in der Gmina Sławoborze (Landgemeinde Stolzenberg) im Powiat Świdwiński (Schivelbeiner Kreis) der polnischen Woiwodschaft Westpommern.